# Heterocyathus sulcatus
Heterocyathus sulcatus là một loài san hô trong họ Caryophylliidae. Loài này được Verrill mô tả khoa học năm 1866.